# Slag bij Kanagawa
De Slag bij Kanagawa vond plaats in 1582, tijdens de Japanse Sengoku-periode.
Na de plotselinge dood van Oda Nobunaga maakte de Hojo-clan van de situatie gebruik door een van de vazallen van Nobunaga, Takigawa Kazumasu, aan te vallen. Takigawa had recentelijk gebieden gekregen in de buurt van de Hojo na de val van Takeda Katsuyori datzelfde jaar. Takigawa zou uiteindelijk het gevecht aangaan met de Hojo te Kanegawa, op de grens van de provincies Kozuke en Musashi. Hij bracht 18.000 man op het slagveld tegen 55.000 man van de Hojo, en werd verslagen. Takigawa zou zich na de nederlaag terug hebben getrokken te Nagashima.